# Johann Doll
Johann Baptist Doll (* 24. Februar 1874 in Hirtlbach; † 20. Februar 1945) war ein deutscher Pfarrer und bayerischer Heimatforscher.
Nach seiner Promotion unterrichtete Doll als Oberstudienrat Religion in Regensburg. Später war er Stiftskanonikus in Altötting.
Er ist Verfasser mehrerer heimatkundlicher Schriften.

## Schriften
- Die Anfänge der altbayerischen Domkapitel. 1907
- Seeon, ein bayerisches Inselkloster. München: Herder & Co., 1912
- Frauenwörth im Chiemsee. München: Herder, 1912